# Hakea bucculenta
Hakea bucculenta är en tvåhjärtbladig växtart som beskrevs av Charles Austin Gardner. Hakea bucculenta ingår i släktet Hakea och familjen Proteaceae. Inga underarter finns listade i Catalogue of Life.